# Breslack
Breslack (niedersorbisch Brjazowy Ług) ist ein Ortsteil der Gemeinde Neißemünde im Landkreis Oder-Spree in Brandenburg. Bis zur Eingemeindung am 31. Dezember 2001 war Breslack eine eigenständige Gemeinde. Das Dorf gehört dem Amt Neuzelle an.

## Lage
Breslack liegt an der Lausitzer Neiße, südlich des Zusammenflusses mit der Oder, unmittelbar an der Grenze zu Polen. Die Städte Guben und Eisenhüttenstadt liegen jeweils etwa 15 Kilometer von Breslack entfernt. Umliegende Ortschaften sind Wellmitz und Ratzdorf im Norden, die bereits in Polen liegenden Dörfer Kosarzyn im Nordosten, Rybołowy im Osten und Żytowań im Südosten, Coschen im Süden sowie die Neuzeller Ortsteile Steinsdorf im Westen und Streichwitz im Nordwesten.
Etwas westlich von Breslack verläuft die Bundesstraße 112. Östlich führt die Bahnstrecke Berlin–Wrocław am Ort vorbei, der nächstgelegene Bahnhof befindet sich in Coschen.

## Geschichte
Breslack wurde erstmals im Jahr 1328 als Breseluch in einer Urkunde erwähnt. Der Ortsname änderte sich über die Jahre von Berenluk über Breslagk zum heutigen Breslack, stammt aus dem Sorbischen und bedeutet Birkensumpf. Bis 1328 gehörte der Ort den Herren zu Schencken von Schenckendorff und kam danach in den Besitz des Klosters Neuzelle, in dem das Dorf bis 1817 blieb.
Im Jahr 1844 waren in Breslack 324 Einwohner verzeichnet, die in 47 Gebäuden lebten. Das Dorf verfügte zudem über eine Wassermühle, die bereits um 1420 erstmals erwähnt wurde. Verwaltungstechnisch gehörte Breslack zum Rentamt Neuzelle, eingepfarrt war der Ort nach Groß Breesen. Im selben Jahr war zudem die Einzelsiedlung Pfaffenschänke verzeichnet, die neun Einwohner hatte und Breslack als Dorfkrug diente.
Nach der politischen Neuordnung in der Zeit nach dem Wiener Kongress kam Breslack 1815 an das Königreich Preußen in die Teilprovinz Neumark. Dort lag der Ort im Gubenischen Kreis im Regierungsbezirk Frankfurt. In der Sowjetischen Besatzungszone wurde Breslack am 1. Juli 1950 dem Landkreis Frankfurt (Oder) zugeordnet, bei der Kreisreform in der DDR am 25. Juli 1952 kam die Gemeinde an den Kreis Eisenhüttenstadt-Land im Bezirk Frankfurt (Oder). Nach der Wende in der DDR lag Breslack zunächst im Landkreis Eisenhüttenstadt, ehe die Gemeinde bei der Kreisreform im Dezember 1993 dem neu gegründeten Landkreis Oder-Spree zugewiesen wurde. Bereits am 23. Juni 1992 hatte sich die Gemeinde dem Amt Neuzelle angeschlossen. Am 31. Dezember 2001 wurde Breslack mit den Gemeinden Coschen, Ratzdorf und Wellmitz zu der neuen Gemeinde Neißemünde zusammengeschlossen.

## Bevölkerungsentwicklung
| Einwohnerentwicklung in Breslack von 1875 bis 2000 | Einwohnerentwicklung in Breslack von 1875 bis 2000 | Einwohnerentwicklung in Breslack von 1875 bis 2000 | Einwohnerentwicklung in Breslack von 1875 bis 2000 | Einwohnerentwicklung in Breslack von 1875 bis 2000 | Einwohnerentwicklung in Breslack von 1875 bis 2000 | Einwohnerentwicklung in Breslack von 1875 bis 2000 | Einwohnerentwicklung in Breslack von 1875 bis 2000 |
| Jahr                                               | Einwohner                                          | Jahr                                               | Einwohner                                          | Jahr                                               | Einwohner                                          | Jahr                                               | Einwohner                                          |
| -------------------------------------------------- | -------------------------------------------------- | -------------------------------------------------- | -------------------------------------------------- | -------------------------------------------------- | -------------------------------------------------- | -------------------------------------------------- | -------------------------------------------------- |
| 1875                                               | 499                                                | 1890                                               | 445                                                | 1910                                               | 408                                                | 1925                                               | 410                                                |
| 1933                                               | 430                                                | 1939                                               | 392                                                | 1946                                               | 540                                                | 1950                                               | 565                                                |
| 1964                                               | 403                                                | 1971                                               | 383                                                | 1981                                               | 270                                                | 1985                                               | 257                                                |
| 1989                                               | 258                                                | 1995                                               | 229                                                | 2000                                               | 260                                                |                                                    |                                                    |

## Nachweise
1. ↑  Gemeinde- und Ortsteilverzeichnis des Landes Brandenburg. Landesvermessung und Geobasisinformation Brandenburg (LGB), abgerufen am 21. Juni 2020.
2. ↑  Eintrag „Brjazowy Ług“ in der niedersorbischen Ortsnamendatenbank auf dolnoserbski.de
3. ↑  Reinhard E. Fischer: Die Ortsnamen der Länder Brandenburg und Berlin. Alter – Herkunft – Bedeutung. be.bra Wissenschaft, Berlin 2005, S. 31.
4. ↑  Gerhard Kotte: Breslack, ein Dorf in der Nähe von Neiße und Oder. In: neuzelle.de. Amt Neuzelle, 1. Januar 2014, abgerufen am 10. März 2018.
5. ↑  Topographisch-statistische Übersicht des Regierungsbezirks Frankfurt a. d. O. 1844, S. 79.
6. ↑  Topographisch-statistische Übersicht des Regierungsbezirks Frankfurt a. d. O. 1844, S. 86.
7. ↑  Breslack im Geschichtlichen Ortsverzeichnis. Abgerufen am 10. März 2018.
8. ↑  Historisches Gemeindeverzeichnis des Landes Brandenburg 1875 bis 2005. (PDF; 331 KB) Landkreis Oder-Spree. Landesbetrieb für Datenverarbeitung und Statistik Land Brandenburg, Dezember 2006, abgerufen am 10. März 2018.